# Daniel Dias (calciatore)
Daniel Augusto Caetano Dias (Macao, 17 aprile 1961) è un ex calciatore macaense, di ruolo difensore.